# Dnister-Stausee
Der Dnister-Stausee (ukrainisch Дністровське водосховище Dnistrowske wodoschowyschtsche) ist ein 142 km² großer Stausee des Dnister in der Ukraine.
Der See fasst 3000 Mio. m³ Wasser.
Er entstand durch eine von 1973 bis 1983 erbaute und 1983 in Betrieb genommene Talsperre mit Wasserkraftwerk (Дністровська ГЕС) bei Nowodnistrowsk. Der Stausee hat eine Länge von 194 km und eine maximale Tiefe von 54 m.
Das Wasserkraftwerk liegt stromaufwärts des Pumpspeicherkraftwerks Dnister.
Beide werden von der ukrainischen Ukrhydroenergo betrieben und bilden die Dnister-Kaskade.
Das Kraftwerk verfügt über sechs Turbinen mit einer Gesamtleistung von 702 MW (6 × 117 MW).
Der Stausee wird von einer 60 m hohen und 1082 m langen Gewichtsstaumauer aufgestaut.
Am Ufer des Sees liegen unter anderem die Ortschaften Nowodnistrowsk, Rudkiwzi, Neporotowe, Stara Uschyzja und Komariw.